# Bernardino Zendrini
Bernardino Zendrini (Bergamo, 1839. július 6. – Palermo, 1879. augusztus 5.) olasz költő.

## Életútja
Svájc német vidékén nőtt fel és jogot végzett. 1862-ban a comói líceumban az olasz nyelv és irodalom tanára, később ugyanolyan minőségben a ferrarai egyetemen oktatott, 1867-ben a padovai egyetemen a német nyelv és irodalom tanára, és 1875-ben a palermói egyetemen oktatott mint az olasz irodalom tanára. Lírai verseket írt és Heine-verseket fordított olaszra. Költeményeit nagy részben más nyelvekbe is átültették. Leveleit kiadta Pizzo (Milano, 1886). Műveit T. Massarini gyűjtötte egybe (Milano 3 kötet, 1881—83).

## Munkái
- Chirlanda Dantesca (költemények a Dante-ünnepekre, Milano, 1865)
- Il canzoniere di Heine (Heine Buch der Lieder-jének fordítása, uo. 1865, Heine költészete ezen fordítások által lett népszerűvé Olaszországban)
- Prime poesei (Padova, 1871)
- Enrico Heine e i suoi interpreti (N. Ant. 1874, 1875)